# Don Nickles
Donald Lee Nickles, detto Don (Ponca City, 6 dicembre 1948), è un politico statunitense, senatore per lo stato dell'Oklahoma dal 1981 al 2005 e membro del Partito Repubblicano. Nickles è ad oggi il senatore più longevo per lo stato dell'Oklahoma, e dopo la carriera politica si è dedicato all'attività di lobbying fondando il Nickles Group, una società a proprio nome.

## Biografia
Nato e cresciuto a Ponca City, Nickles rimase orfano di padre a tredici anni e dopo il college lavorò per l'azienda di suo nonno fino a divenirne vicepresidente.
Entrato in politica con il Partito Repubblicano, nel 1980 si candidò al Senato senza aver mai concorso per alcuna carica pubblica. La sua campagna elettorale si dimostrò efficace e così venne eletto senatore, per poi essere riconfermato nel 1986, nel 1992 e nel 1998. Nel 2004 rifiutò di chiedere un ulteriore mandato e lasciò il Congresso dopo ventiquattro anni di permanenza. Fra il 1996 e il 2003 Nickles era stato due volte whip di maggioranza e due volte whip di minoranza.
Ideologicamente Nickles era considerato un conservatore, soprattutto sui temi sociali.